# Jan Ignacy Monkiewicz
Jan Ignacy Monkiewicz (Mąkiewicz) herbu Lubicz (zm. przed 23 lutego 1769) – sędzia ziemski wileński w latach 1765–1767, podsędek wileński w latach 1748–1765, cześnik wileński w latach 1731–1748, dyrektor wileńskiego sejmiku elekcyjnego deputatów w 1749 roku,  dyrektor wileńskiego sejmiku przedsejmowego w 1762 roku.
Deputat powiatu wileńskiego na Trybunał Główny Wielkiego Księstwa Litewskiego kadencji wileńskiej, pisarz trybunalski i członek Koła Duchownego w 1731 roku, deputat wileński w 1738 roku, deputat i pisarz trybunalski w 1747 roku.
Poseł powiatu wileńskiego na sejm 1758 roku. Jako poseł województwa wileńskiego na sejm konowkacyjny 7 maja 1764 roku podpisał manifest, uznający odbywający się w obecności wojsk rosyjskich sejm za nielegalny.